# 2K6 루나

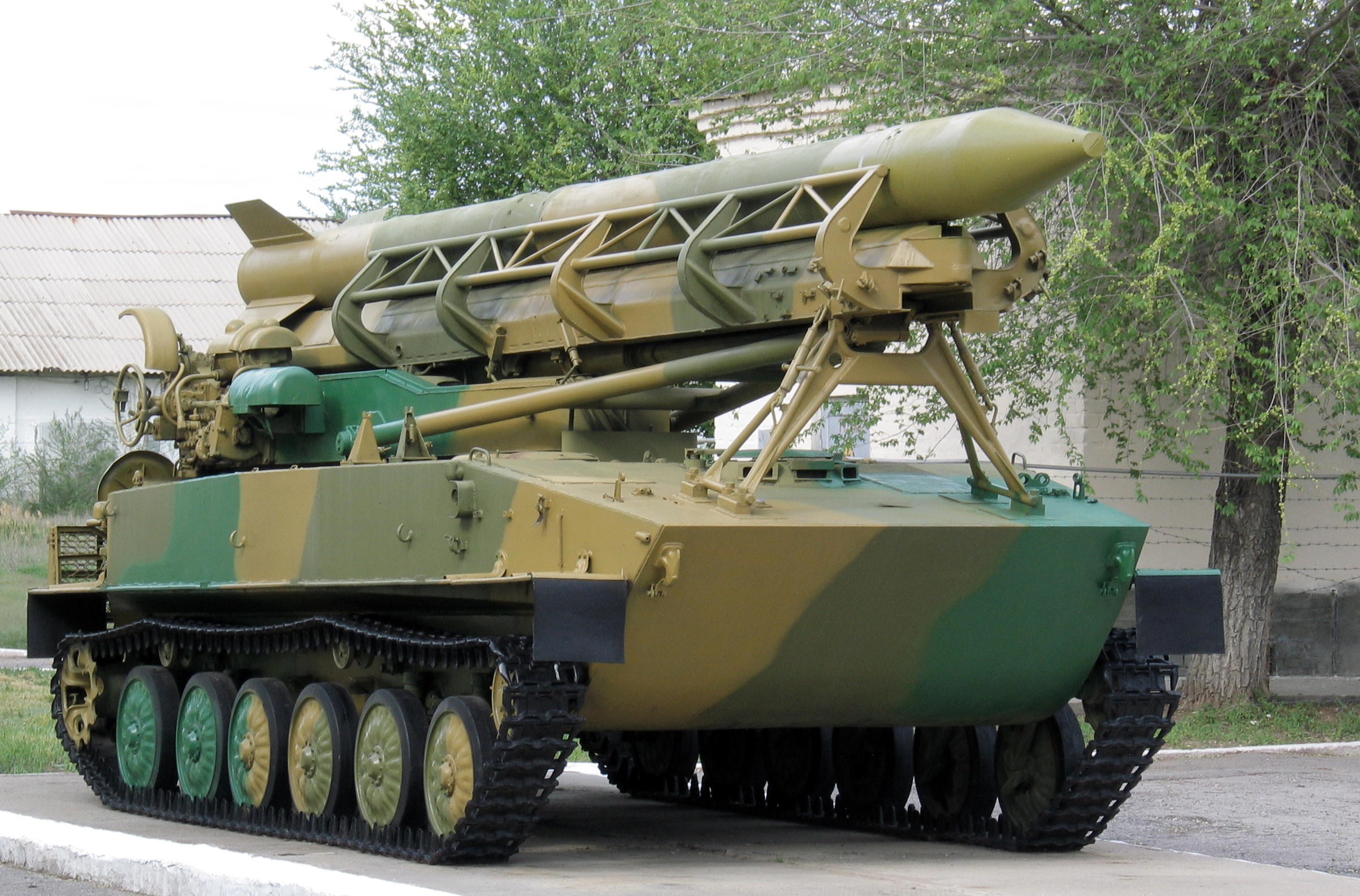
FROG-3 미사일

2K6 루나(러시아어: Луна)는 소련의 단거리 포병 로켓이다.

## 역사
1953년부터 루나 미사일 개발을 시작했다. 1957년 시제품을 생산했으며 1958년 카푸스틴 야르에서 시험발사를 했다. 1959년 12월 29일 대량생산 결정이 내려졌다. 1960년 1월 5대가 실전배치되었다. 1965년부터 루나-M(FROG-7)으로 교체되었다.
북한은 루나, 루나-M 발사대 차량 24대, 미사일 100여발을 소련에서 도입했다. 화성 1호는 3R10 로켓, 화성 3호는 루나-M(FROG-7)이다. 2014년 3월 북한은 프로그 로켓 71발을 발사했다. 재고소진이라는 분석이 있었다.
루나와 루나-M은 무유도 단거리 탄도 미사일(SRBM)이다. CEP는 500 m이다.
루나 미사일 핵탄두는 2 kt인데 루나-M 미사일 핵탄두는 3-200 kt이다.
- 3R9 로켓, 3N15 고폭탄두, 사거리 12 - 44.6 km, 나토명 FROG-3
- 3R10 로켓, 3N14 핵탄두, 탄두중량 400 kg, 사거리 10 - 32.1 km, 나토명 FROG-5

## 같이 보기
- FROG-7